# U-951
U-951 – niemiecki okręt podwodny typu VII C z okresu II wojny światowej. Okręt wszedł do służby w 1942.

## Historia
Zamówienie na kolejny okręt podwodny typu VII C zostało złożone w stoczni Blohm & Voss w Hamburgu 10 kwietnia 1941. Rozpoczęcie budowy okrętu miało miejsce 31 stycznia 1942. Wodowanie nastąpiło 14 października 1942, wejście do służby 3 grudnia 1942.
Po wejściu do służby wszedł w skład 5. Flotylli okrętów podwodnych. Przez pierwsze miesiące służby wykorzystywany do treningu nowej załogi. 1 czerwca 1943 wszedł w skład 9. Flotylli w ramach której służył do czasu zatonięcia 7 lipca 1943. Zatonął po trafieniu bombami głębinowymi zrzuconymi przez amerykański samolot Liberator. Zginęła cała 46 osobowa załoga okrętu. Do czasu zatonięcia odbył jeden patrol bojowy podczas którego nie udało mu się zatopić wrogiej jednostki.